# Sergio Salma
Sergio Salma, né le 1er octobre 1960 à Charleroi (province de Hainaut), est un auteur de bande dessinée belge.

## Biographie

### Jeunesse
Sergio Salma naît le 1er octobre 1960 à Charleroi, dans une famille originaire du sud de l'Italie. Fils d'ouvrier, Sergio Salma effectue ses humanités à Fontaine-l'Évêque pendant lesquelles il lit de nombreuses bandes dessinées. Ensuite, il suit des études artistiques à l'Académie royale des beaux-arts de Mons, où il rencontre Antonio Cossu.

### Carrière

#### NathalieetMademoiselle Louise
En 1983, il dessine son premier album chez l'éditeur Michel Deligne. C'est un recueil d'histoires courtes écrites par un condisciple Francesco Pittau,. Il crée seul la série Seigneur Franco Marcobello et écrit deux courts récits pour Jean-Paul Lété pour le magazine (À suivre), et participe seul à différents périodiques dont Le Journal illustré le plus
grand du monde (Deligne, 1983) et Ice Crim’s avec un récit policier à suivre intitulé : Poursuite judiciaire en 1984,, et une première et furtive incursion dans le Spirou no 2397,.
Pour le journal Jouez avec Quick et Flupke, un périodique axé sur les personnages imaginés par Hergé, publié aux éditions Casterman, il anime quelques courts récits des aventures d'un gamin prénommé Stéphane de 1987 à 1988,. Dès 1988, il contribue régulièrement à Spirou, sous la houlette de Patrick Pinchart, où il anime Petit Rigolo Illustré, la série humoristique Suzy avec Carine De Brab, Attention école ! avec Curd Ridel, Jojo et Moments Jojo avec André Geerts.
C'est en 1988, de manière simultanée, dans le journal Tintin reporter, que l'on découvre le personnage de Nathalie, dans une série éponyme qui raconte l'histoire d'une fillette très contemporaine, avide de voyages et affublée de parents aux caractères marqués (un père lunaire, une mère dépressive, un oncle chômeur longue-durée et procrastinateur) et d'un petit frère à qui elle fait des tours pendables. En 1992, sort le Mon premier tour du monde, le premier tome des aventures de Nathalie, aux mêmes éditions . Au total, vingt albums seront publiés, jusqu'en 2011, ainsi qu'un atlas d'initiation à la géographie présenté par le même personnage. Et plusieurs traductions à travers le monde.
Parallèlement, Salma lance une autre série centrée sur une jeune fille, mais au ton plus poétique et mélancolique, Mademoiselle Louise. Il y officie en tant que scénariste, tandis que le dessin est assuré par un maître de la bande dessinée franco-belge, André Geerts. Deux albums paraissent en 1993 et 1997, aux éditions Casterman.
Tout en poursuivant sa série Nathalie, Sergio Salma mène une exploration journalistique de la bande dessinée en collaborant ponctuellement avec plusieurs magazines. Plusieurs strips et gags sont présents chaque semaine dans l'hebdomadaire Spirou.

#### Progression dans la littérature jeunesse
Parallèlement, il multiplie les expériences créatives, toujours à destination de la jeunesse, et avec un souci de pédagogie concernant des sujets très contemporains.
En 1998, il publie ainsi un album pour la Commission européenne avec pour thème la lutte contre toutes les discriminations. Moi, raciste ?! est traduit dans les douze langues de l'Union européenne.
En 2000, il lance la série Surimi, avec trois albums narrant les mésaventures d'un crabe sur sa plage envahie de touristes, chez Casterman.
En 2002, il crée Ice Fred pour la revue P'tit Loup de Disney-Hachette Presse. Deux ans plus tard, il sort Sale temps pour les pingouins !, un recueil des gags traitant notamment du réchauffement climatique publié aux
éditions Casterman en 2004. Avec la collaboration de Thierry Tinlot, d'André Geerts et de Mauricet, il sort un album sur le thème des adolescents et enfants séropositifs, La Bédé contre le silence aux éditions Dupuis en 2005. La même année, il contribue au scénario du quinzième tome de Jojo, la série jeunesse écrite et dessinée par André Geerts.
En 2007, il reprend pour Casterman la série Les 4 As avec Alain Maury au dessin. Cette reprise ne connait cependant qu'un seul tome, intitulé La Ballade des 4 As. La même année, les éditions Dupuis rééditent les deux premiers tomes de Mademoiselle Louise, dans une nouvelle collection destinée aux plus jeunes, « Punaise ». Un troisième album inédit est publié pour accompagner cette re-sortie. Si Salma assure toujours les scénarios, c'est Mauricet qui effectue les crayonnés, tandis que André Geerts œuvre à la mise à l'encre.
En 2009, un quatrième album de Mademoiselle Louise sort, avec cette fois Salma au scénario mais aussi aux crayonnés. Le dessin évolue ainsi légèrement, s'éloignant du trait popularisé par Jojo pour rejoindre celui de Nathalie. L'année d'après, il écrit le scénario du dix-huitième et dernier album de Jojo. Les deux dernières planches de cet album seront co-dessinées par Mauricet.

#### Diversification
Depuis janvier 2006, Salma connait un autre grand succès avec une création originale : une série humoristique, plus satirique, Animal Lecteur, dont il est le scénariste. Dessinée par Libon, cette série en strips verticaux, a l'honneur de la troisième page du magazine Spirou. Près de 200 strips voient ainsi le jour. En 2010, sort un premier recueil des aventures de ce libraire spécialisé dans la bande dessinée. Un nouvel album sort depuis chaque année. Le dernier (tome 7, On ferme !) paraît en 2018.
Il intercale Coucou tristesse !, une bande dessinée muette dessinée par Baron Brumaire publiée chez Drugstore, un label des éditions Glénat en 2009. Cette chronique des petits moments de la vie moderne est constituée de gags en une planche qualifiés par Laurent Cirade, rédacteur en chef du site BD Gest' de : « caustiques et amusants : parfait pour les amateurs de vacheries […]. ». Le rédacteur en chef Charles-Louis Detournay du site ActuaBD y voit quant à lui : « Un humour acide qui fait souvent mouche, dénonçant les dérives de notre société. ».
En octobre 2012, Salma publie un roman graphique dans la collection « Écritures » aux éditions Casterman, Marcinelle 1956, un projet qu'il porte en lui depuis 25 ans (la signature de fin indique (1986-2012), ravivant le souvenir de la catastrophe minière du Bois du Cazier d'août 1956 lors de laquelle 262 mineurs, dont plus de la moitié sont italiens, trouvent la mort.
En octobre 2014, il dévoile un album dont il a écrit et dessiné les 208 pages, dédié intégralement à l'acteur français Gérard Depardieu, aux éditions Bamboo.
En juillet 2016, sort aux éditions Dupuis, dans un format à l'italienne, un recueil de strips au ton mélancolique, Le Monsieur qui ne voulait pas voyager. Il revient dans Fluide glacial, où il publie les gags de la série Paresseux dessinés par Marco Paulo à partir de  2020. Il écrit la série Genius pour le dessinateur Stéphane Hirlemann autour d'un robot androïde, publié aux éditions Glénat en 2021. Il contribue au premier numéro de la nouvelle série de Métal Hurlant avec le récit court de huit pages pour la dessinatrice Carole Maurel intitulé : Delete. La même année toujours, il lance la série jeunesse Mandarine, une semaine sur deux dessinée par la dessinatrice Amelia Navarro, publiée aux éditions Bamboo. Elle met en scène Mandarine âgée de 9 ans dont les parents décident de divorcer. La série compte deux tomes en 2023. En 2022, il publie un biopic consacré à ses charbonnages : Pays noir aux Éditions Kennes.

### Illustrateur
Comme illustrateur, on lui doit les ouvrages La Drague, tout un programme de l'écrivain français Gérard Moncomble
publié dans la collection « Hydrogène » par La Martinière jeunesse en 2000 ainsi que L'Os perdu, un recueil d'histoires pour chiens écrit par Claude Raucy publié par Ker Éditions.

### Vie privée
Il réside en Allemagne.

## Œuvres

### Albums de bande dessinée
- Vincent avant Van Gogh[62],[63],[64],[65], Glénat, Grenoble, 18 juin 2025
Scénario : Sergio Salma - Dessin et couleurs : Amelia Navarro -  (ISBN 978-2-344-05975-3)

### En revues et journaux

#### Dans(À suivre)
| Année | no | Série                         | Titre                                | Nombre de planches | Scénario     | Dessin        |
| ----- | -- | ----------------------------- | ------------------------------------ | ------------------ | ------------ | ------------- |
| 1982  | 55 | Le Seigneur Franco Marcobello | Le Seigneur Franco Marcobello        | 3                  | Sergio Salma | Sergio Salma  |
| 1982  | 59 | Le Seigneur Franco Marcobello | C'est dans la poche                  | 4                  | Sergio Salma | Sergio Salma  |
| 1983  | 64 | Le Seigneur Franco Marcobello | Histoires de famille                 | 4                  | Sergio Salma | Sergio Salma  |
| 1983  | 66 | Le Seigneur Franco Marcobello | La Géante                            | 4                  | Sergio Salma | Sergio Salma  |
| 1983  | 68 | Le Seigneur Franco Marcobello | Commedia dell'arte                   | 5                  | Sergio Salma | Sergio Salma  |
| 1984  | 75 | Le Seigneur Franco Marcobello | La Quête du trèfle à quatre feuilles | 5                  | Sergio Salma | Sergio Salma  |
| 1984  | 76 |                               | SOS détresse                         | 3                  | Sergio Salma | Jean-Pol Lété |
| 1984  | 79 | Le Seigneur Franco Marcobello | La Vendetta de l'american lover      | 5                  | Sergio Salma | Sergio Salma  |
| 1985  | 85 |                               | Jeu dangereux                        | 7                  | Sergio Salma | Jean-Pol Lété |
| 1985  | 87 |                               | Loin des yeux, loin du cœur          | 4                  | Sergio Salma | Jean-Pol Lété |

#### Autres revues
- Bagdad K.O., dessin et couleurs : Marco Paulo, du no 276 (janvier 2009) au no 285 (octobre 2009) dans L'Écho des savanes[68].
- Vioque'n roll dans Kramix no 2 de mars-avril 2010 des éditions Le Lombard[69],[70].
- Oui mais non ! dans Kramix no 4 de juillet-août 2010, Le Lombard[69],[70].

### Littérature d'enfance et de jeunesse
- La Drague, tout un programme de Gérard Moncomble, La Martinière jeunesse, coll. « Hydrogène », 2000  (ISBN 273242594X)
- Nathalie - Mon premier tour du monde, L'École des loisirs, coll. « mille bulles », 2010  (ISBN 9782211231350)
- L'Os perdu[71], de Claude Raucy, Ker Éditions, 2015  (ISBN 978-2-87586-096-5)

### Expositions

#### Expositions personnelles
- Vincent avant Van Goch[72], Maison Van Goch de Wasmes du 18 avril au 31 août 2025.

#### Expositions collectives
- Exposition Hommage à Jijé avec Jerry Spring à la Maison de la Bande Dessinée du 10 novembre 2010 au 8 avril 2011[73].

## Prix et distinctions
- 1994 :  prix du jury œcuménique de la bande dessinée pour Mademoiselle Louise, t. 1 (avec André Geerts) ;
- 1995 :  prix avenir décerné par la Chambre belge des experts en bande dessinée[74] pour Y a un monde fou, ex aequo avec Bruno Di Sano ;
- 1999 :  prix inter-auteurs au Festival BD d'Antibes[75] ;
- 2000 :  Grand prix jeunesse décerné par la Chambre belge des experts en bande dessinée[74] pour Surimi ;
- 2013 :  prix Saint-Michel de la presse pour Marcinelle 1956[76].

#### Livres
: document utilisé comme source pour la rédaction de cet article.
- Jacques Fiérain, « Salma, Sergio », dans La BD dans la province du Hainaut, Charleroi, Éd. l'Âge d'or, septembre 2006, 96 p., ill. ; 31 cm (ISBN 9782960046458 et 2960046455, OCLC 469651838, présentation en ligne), p. 38. .
- Henri Filippini, « Salma, Sergio », dans Dictionnaire de la bande dessinée, Paris, Bordas, 2005, 912 p., ill. ; 27 cm (ISBN 9782047299708 et 2047299705, OCLC 1009545288, présentation en ligne), p. 857. .
- Patrick Gaumer, « Salma, Sergio », dans Dictionnaire mondial de la BD, Paris, Larousse, 2010, 953 p., ill. ; 27 cm (ISBN 978-2-0358-4331-9 et 2-0358-4331-6, OCLC 920924930, présentation en ligne), p. 748. .

#### Périodiques
- Sergio Salma (interviewé par François Le Bescond), « Les invités : Sergio Salma et le monde de l'enfance », La Lettre - L'officiel de la bande dessinée, Dargaud, no 72,‎ janvier - février 1998, p. 24-25.
- Jean-Pierre Fuéri, « La Galerie des illustres », Spirou, Dupuis, no 3659,‎ 28 mai 2008.
- Sergio Salma (interviewé par Paul Giner), « Interview : Depardieu cet inconnu - Entretien avec Sergio Salma », Casemate, no 73,‎ août-septembre 2014, p. 16-18 (ISSN 1964-504X).
- Paul Satis, « Bienvenue dans mon atelier : Sergio Salma », Spirou, Dupuis, no 4284,‎ 20 mai 2020, p. 15 (ISSN 0771-8071).
- Paul Satis, « Les BD de ma vie : Sergio Salma », Spirou, Dupuis, no 4480,‎ 21 février 2024, p. 15 (ISSN 0771-8071).

#### Interviews
- Sergio Salma (interviewé par Nicolas Anspach), « Sergio Salma 1/3 ("Nathalie") : « Les enfants ne sont pas plus limités que les adultes » », ActuaBD,‎ 27 octobre 2010 (lire en ligne, consulté le 4 août 2025).
- Sergio Salma (interviewé par Morgan Di Salvia), « Actualité : Vingt bougies pour Nathalie », ActuaBD,‎ 28 octobre 2011 (lire en ligne, consulté le 3 août 2025).
- Sergio Salma (interviewé par Charles-Louis Detournay), « Interviews : Sergio Salma rend hommage aux mineurs et au Pays noir [Podcast] », ActuaBD,‎ 2 novembre 2022 (lire en ligne, consulté le 9 février 2025).

### Vidéographie
- [vidéo] « La BD du réel, une conférence de Brüsel Flagey », sur YouTube